# María Auxiliadora Correa Zamora
María Auxiliadora Correa Zamora, née le 24 mai 1972 à Badajoz, est une femme politique espagnole membre du Parti populaire (PP).
Elle est députée européenne du 13 janvier 2012 au 25 mai 2014, en remplacement de José Manuel García-Margallo.
Au Parlement européen, elle siège au sein du Groupe du Parti populaire européen, et est membre de la Commission du commerce international et de la délégation à la commission parlementaire Cariforum-UE.

## Mandats
- Conseillère municipale de la ville de Puebla de la Calzada (1995-2012)
- Sénatrice (2000-2004 et 2007-2008)